# フロイラインスプリント
フロイラインスプリントは、ホッカイドウ競馬・門別競馬場ダート1200mで施行される地方競馬の重賞競走である。格付けはH3。

## 概要
全国レベルでのダートの路線整備にあわせ、3歳の重賞路線充実を目的に2024年度に創設された3歳牝馬による重賞競走である。
第1回の格付けはH3、出走資格はサラブレッド系3歳牝馬・北海道所属で負担重量は定量、施行距離はダート1200m、1着賞金は500万円である。

### 条件・賞金（2025年）
出走条件
サラブレッド系3歳牝馬、北海道所属
負担重量
定量（55kg）
賞金額
1着500万円、2着140万円、3着105万円、4着70万円、5着35万円。

### スタリオンシリーズ
第1回よりスタリオンシリーズに指定されており、種牡馬の次年度の配合権利が副賞となっている。各年の対象種牡馬・付与対象は以下の通り。
| 年     | 種牡馬     | 付与対象者 | 出典  |
| ------ | ---------- | ---------- | ----- |
| 2024年 | アダイヤー | 馬主       | [ 4 ] |
| 2025年 | アダイヤー | 馬主       | [ 1 ] |

## 歴代優勝馬
| 回次  | 施行日        | 優勝馬             | 性齢 | 所属   | タイム | 優勝騎手 | 管理調教師 | 馬主     |
| ----- | ------------- | ------------------ | ---- | ------ | ------ | -------- | ---------- | -------- |
| 第1回 | 2024年5月16日 | ヴィヴィアンエイト | 牝3  | 北海道 | 1:14.1 | 服部茂史 | 齊藤正弘   | 渡邉文子 |
| 第2回 | 2025年5月15日 | ワンダーウーマン   | 牝3  | 北海道 | 1:13.6 | 宮内勇樹 | 石本孝博   | 加藤鈴幸 |

### 競走結果の出典
- フロイラインスプリント　歴代優勝馬 - 地方競馬全国協会
- JBISサーチ
  - 2024年、2025年